# Фонд Великий Льох
Фонд Великий Льох — українська громадська благодійна організація, заснована в травні 2018 року за ініціативи народного депутата України Павла Костенка. Названа за поемою Тараса Шевченка, у якій є згадки про марні пошуки могили Богдана Хмельницького.

## Мета
Дослідження, пошук і повернення історичної спадщини українцям, шляхом проведення фундаментальних наукових досліджень в історичному, археологічному та архівному напрямках.

## Діяльність

### Пошуки поховання гетьманаБогдана ХмельницькоговІллінській церквівСуботові
Влітку 2018 року ГО «Фонд Великий Льох» під патронатом Православної Церкви України зініціювала масштабні пошуки праху гетьмана України Богдана Хмельницького. Роботу вчених благословив митрополит Київський і всієї України Епіфаній, а оргкомітет пошуків очолив черкаський митрополит Іоанн. У родинній церкві-усипальниці, що в Суботові, за допомогою сучасної апаратури геофізики зафіксували об'єкт, схожий на склеп.
8 липня 2019 року за участю провідних істориків, археологів, теологів, геофізиків, етнологів та музеєзнавців України в Інституті історії України НАН України проведено Всеукраїнську науково-практичну конференцію «Усипальниця гетьмана Богдана Хмельницького: історія, міфи, сучасний стан».
Дослідження та проведення всіх наукових робіт стали можливими завдяки підтримці народного депутата України 8-го скликання Андрія Журжія і бізнесмена Олега Бахматюка.

### Інші проєкти
- Популяризація ідеї створення українського національно пантеону, який є основним чинником національного самоствердження. Основне призначення пантеону — на могилах відомих українців об'єднати живих та допомогти їм відчути гордість та причетність до творення великої історії свого народу.[5]
- Видання книги В. Лазуренка «У пошуках крипти великого державотворця України Богдана Хмельницького»[6]

## Ключові особи і експерти
- Костенко Павло Петрович — засновник і голова Фонду;
- Виногродська Лариса Іванівна — кандидат історичних наук, старший науковий співробітник Відділу давньоруської та середньовічної археології Інституту археології НАН України;
- Бондар Ксенія Михайлівна — кандидат геологічних наук, старший науковий співробітник НДЛ «Теоретичної та прикладної геофізики» Київського національного університету імені Тараса Шевченка ННІ «Інститут геології»;
- Хоменко Руслан Володимирович — кандидат геологічних наук, молодший науковий співробітник кафедри геофізики Київського національного університету імені Тараса Шевченка ННІ «Інститут геології»
- Кукса Надія Василівна — завідувач відділу «Суботівський історичний музей» Національного історико-культурного заповідника «Чигирин»;
- Чухліб Тарас Васильович — доктор історичних наук, провідний науковий співробітник Інституту історії України НАН України, Заслужений діяч науки і техніки України;
- Лазуренко Валентин Миколайович — доктор історичних наук, професор, проректор Черкаського державного технологічного університету;
- Гордієнко Дмитро Сергійович — кандидат історичних наук, провідний науковий співробітник (Національний заповідник «Софія Київська», Інститут української археографії та джерелознавства ім. М. С. Грушевського НАН України);
- Бевз Микола Валентинович — доктор архітектури, професор, завідувач кафедри Архітектури та реставрації Національного університету «Львівська політехніка»;
- Митрополит Черкаський та Чигиринський Іоан

та інші.